# دينيس ويدجرين
دينيس ويدجرين (بالسويدية: Dennis Widgren)‏ (28 مارس 1994 بإوسترسوند في السويد - ) هو لاعب كرة قدم سويدي في مركز الدفاع. لعب مع نادي أوسترسوند.

## وصلات خارجية
- دينيس ويدجرين على موقع اتحاد السويد (السويدية)
- دينيس ويدجرين على موقع قاعدة بيانات كرة القدم.إي يو (الإنجليزية)
- دينيس ويدجرين على موقع Soccerway.com (الإنجليزية)